# Кубок бельгійської ліги з футболу 1999—2000
Кубок бельгійської ліги з футболу 1999-2000 — 7-й розіграш Кубка ліги у Бельгії. Переможцем втретє став Андерлехт.

## Календар
| Раунд        | Дата                        | Матчі | Клуби   |
| ------------ | --------------------------- | ----- | ------- |
| Перший раунд | 2-17 серпня 1999            | 9     | 22 → 13 |
| Другий раунд | 3 вересня - 6 жовтня 1999   | 5     | 13 → 8  |
| 1/4 фіналу   | 19 січня - 9 лютого 2000    | 4     | 8 → 4   |
| 1/2 фіналу   | 14 березня - 11 квітня 2000 | 2     | 4 → 2   |
| Фінал        | 30 квітня 2000              | 1     | 2 → 1   |

## Перший раунд
| Команда 1           | Рахунок      | Команда 2                      |
| ------------------- | ------------ | ------------------------------ |
| 2 серпня 1999       |              |                                |
| Стандард (Льєж)     | 0:5          | Жерміналь-Беєрсхот (Антверпен) |
| 3 серпня 1999       |              |                                |
| Гент                | 5:0          | Ломмель                        |
| Антверпен (2)       | 1:1 пен. 4:2 | Мехелен                        |
| Кортрейк (2)        | 2:0          | Моленбек (2)                   |
| Остенде (2)         | 2:3          | Сінт-Трейден                   |
| 4 серпня 1999       |              |                                |
| Шарлеруа            | 0:1          | Локерен                        |
| Серкль (Брюгге) (2) | 1:2          | Харелбеке                      |
| Вестерло            | 1:1 пен. 8:7 | Ендрахт (Алст)                 |
| 17 серпня 1999      |              |                                |
| Беверен             | 0:1          | Мускрон                        |

## Другий раунд
| Команда 1                      | Рахунок | Команда 2 |
| ------------------------------ | ------- | --------- |
| 3 вересня 1999                 |         |           |
| Гент                           | 1:2     | Локерен   |
| Сінт-Трейден                   | 1:2     | Вестерло  |
| 5 вересня 1999                 |         |           |
| Жерміналь-Беєрсхот (Антверпен) | 1:3     | Харелбеке |
| 6 жовтня 1999                  |         |           |
| Антверпен (2)                  | 1:2     | Мускрон   |
| Кортрейк (2)                   | 0:6     | Андерлехт |

## 1/4 фіналу
| Команда 1     | Рахунок | Команда 2 |
| ------------- | ------- | --------- |
| 19 січня 2000 |         |           |
| Локерен       | 1:3     | Мускрон   |
| Генк          | 0:1     | Вестерло  |
| 1 лютого 2000 |         |           |
| Харелбеке     | 2:5     | Андерлехт |
| 9 лютого 2000 |         |           |
| Лірс          | 4:2     | Брюгге    |

## 1/2 фіналу
| Команда 1       | Рахунок      | Команда 2 |
| --------------- | ------------ | --------- |
| 14 березня 2000 |              |           |
| Лірс            | 2:2 пен. 2:4 | Мускрон   |
| 11 квітня 2000  |              |           |
| Андерлехт       | 4:2          | Вестерло  |

## Фінал
| 30 квітня 2000 |

| Мускрон           | 2:2      | Андерлехт                         |
| ----------------- | -------- | --------------------------------- |
| Вандоорен 3', 17' | Протокол | Елонга-Екакія 14' Шифо 87' (пен.) |

| Стад Ле Канонір, Мускрон Глядачів: 6 000 Арбітр: Джонні Вереке |

|                                          |     | Пенальті                                  |  |
| Касто · Жевлаков · де Влешаувер · Теклак | 3:5 | Стассін · Стойка · Коллер · Дедене · Шифо |  |